# Kapsakero
Kapsakero är en kulle i Finland.   Den ligger i den ekonomiska regionen  Fjäll-Lappland  och landskapet Lappland, i den norra delen av landet, 900 km norr om huvudstaden Helsingfors. Toppen på Kapsakero är 388 meter över havet.
Terrängen runt Kapsakero är huvudsakligen platt.  Trakten runt Kapsakero är nära nog obefolkad, med mindre än två invånare per kvadratkilometer. Det finns inga samhällen i närheten. Omgivningarna runt Kapsakero är i huvudsak ett öppet busklandskap.